# Asian Test Championship 2001-2002
L'Asian Test Championship 2001-02 fu un torneo internazionale di Test cricket disputato tra l'agosto 2001 e il febbraio 2002. Fu organizzato dall'Asian Cricket Council e vide la partecipazione di Pakistan, Sri Lanka e Bangladesh. La selezione indiana che doveva regolarmente partecipare scelse di rinunciare per via della delicata situazione politica e militare tra i due paesi.
La finale fu identica a quella della precedente edizione ma con esito diverso, stavolta la vittoria finale andò alla selezione dello Sri Lanka.

## Formula
Il torneo prevedeva una prima fase organizzata in un solo girone comprendente le tre squadre con partite di sola andata, le prime due squadre di questo girone si qualificavano per la finale.
In realtà si disputarono solo due delle tre partite previste per il girone, questo perché la selezione bengalese fu battuta nettamente sia dai pakistani che dai singalesi, pertanto le due squadre avrebbero dovuto giocare una inutile partita del girone per poi rigiocare nuovamente per la finale. Le due federazioni si accordarono per disputare direttamente la finale che fu giocata a Lahore, in Pakistan.

## Punteggi
Come nella edizione precedente ogni squadra prendeva per ogni partita un punteggio che dipendeva da due fattori, tuttavia furono apportate delle modifiche:
- Il primo fattore era ovviamente il risultato della partita stessa, per cui il punteggio era distribuito secondo quanto segue:

| Risultato            | Punti |
| -------------------- | ----- |
| Vittoria             | 12    |
| Vittoria per Innings | 12    |
| Tie                  | 8     |
| Draw/Sconfitta       | 0     |

- Il secondo fattore era il numero di runs segnate e wickets abbattuti che la squadra era riuscita ad ottenere nei primi 100 overs del loro primo Innings indipendentemente dal risultato.

| Runs                                           | Bonus | Wickets | Bonus |
| ---------------------------------------------- | ----- | ------- | ----- |
| 400+                                           | 4     | 10      | 4     |
| 350–399                                        | 3     | 8–9     | 3     |
| 300–349                                        | 2     | 6–7     | 2     |
| 250–299                                        | 1     | 5       | 1     |
| 1Relativi ai primi 100 overs del primo Innings |       |         |       |

Il sistema di punteggio bonus era molto importante perché in caso di draw della finale sarebbe stata dichiarata vincitrice la squadra con il maggior numero di punti bonus.

## Torneo

### Round-Robin
| Data                | Luogo                                           |            |           | Risultato                          |
| ------------------- | ----------------------------------------------- | ---------- | --------- | ---------------------------------- |
| 6-10 febbraio 1999  | Multan Cricket Stadium Multan, Pakistan         | Bangladesh | Pakistan  | PAK vince di un Innings e 264 runs |
| 24-28 febbraio 1999 | Sinhalese Sports Club Ground Colombo, Sri Lanka | Bangladesh | Sri Lanka | SRI vince di un Innings e 137 runs |

### Classifica
| Squadra    | Pld | Vinte | Perse | Draw | Bonus battuta | Bonus lancio | Punti |
| ---------- | --- | ----- | ----- | ---- | ------------- | ------------ | ----- |
| Pakistan   | 1   | 1     | 0     | 0    | 4             | 4            | 24    |
| Sri Lanka  | 1   | 1     | 0     | 0    | 4             | 4            | 24    |
| Bangladesh | 2   | 0     | 2     | 0    | 0             | 0            | 0     |

### Finale
| Data             | Luogo                            |          |           | Risultato              |
| ---------------- | -------------------------------- | -------- | --------- | ---------------------- |
| 12-16 marzo 1999 | Gaddafi Stadium Lahore, Pakistan | Pakistan | Sri Lanka | SRI vince di 8 wickets |

## Campione
| Sri Lanka   |
| (1º titolo) |
| ----------- |